# Antonio Conforti (politico)
Antonio Conforti (18 aprile 1893 – ...) è stato un politico e avvocato italiano.

## Biografia
Nato nel 1893 da Carlo Conforti e Margherita Amato, ricca famiglia di possidenti di Salerno, fu agricoltore e industriale.
Dal 24 dicembre 1926 fu podestà di Salerno, primo podestà fascista dall'inizio della dittatura, e si distinse per le numerose opere pubbliche intraprese durante il suo mandato, tra le quali si ricordano il palazzo delle Poste e il palazzo di Città, il cimitero monumentale e il nuovo edificio del liceo classico.
Nel 1929 fu nominato preside della Provincia di Salerno.